# 林育秀
林育秀是台灣石虎專家，現任行政院農業部生物多樣性研究所副研究員，工作研究領域為保育生物學、石虎研究與保育和哺乳動物監測，專長物種類群為食肉目動物。擁有國立嘉義大學生物資源學系學士、國立成功大學生物多樣性研究所碩士學位。

## 生平
在台中東勢成長，自幼即對野生動物感興趣。就讀國立嘉義大學生物資源學系，大三時開始隨教授至墾丁做調查。大學畢業後一度在雲林鳥會擔任計畫助理（2007年－2009年），任務為移除外來鳥種白腰鵲鴝。
2009年12月，進入特有生物研究保育中心動物組，最早是研究台灣黑熊的圈養，後轉而研究石虎，並積極推廣石虎保育。